# Honda Civic (tercera generación)
La tercera generación se presentó en septiembre de 1983 y se inició su comercialización a final de ese mismo año. Este Civic incremento la distancia entre ejes 236cm (hatchback) y  245cm (sedán). A lo largo de los años que se comercializaron versiones de tres puertas hatchback, de cuatro puertas sedán (conocido como Honda Ballade), de cinco puertas station wagon (Shuttle), y deportiva coupé (CRX). Esta generación incluyó brazos delanteros independientes con resortes de barra de torsión y una viga trasera semiindependiente con muelles helicoidales. Sin embargo, los paneles de la carrocería son en gran medida diferentes entre los modelos. El Honda Quint de cinco puertas hatchback basado en el civic también se sometió a un cambio de modelo y se convirtió en el Honda Quint Integra, disponible como un fastback de tres y cinco puertas. El Integra Quint (luego simplemente "Integra") se vendió en el concesionario japonés Honda Verno junto con el CRX. El Civic en Japón era de distribución exclusiva de Honda Primo, junto con los kei car de Honda, así como el Honda City.

## Historia

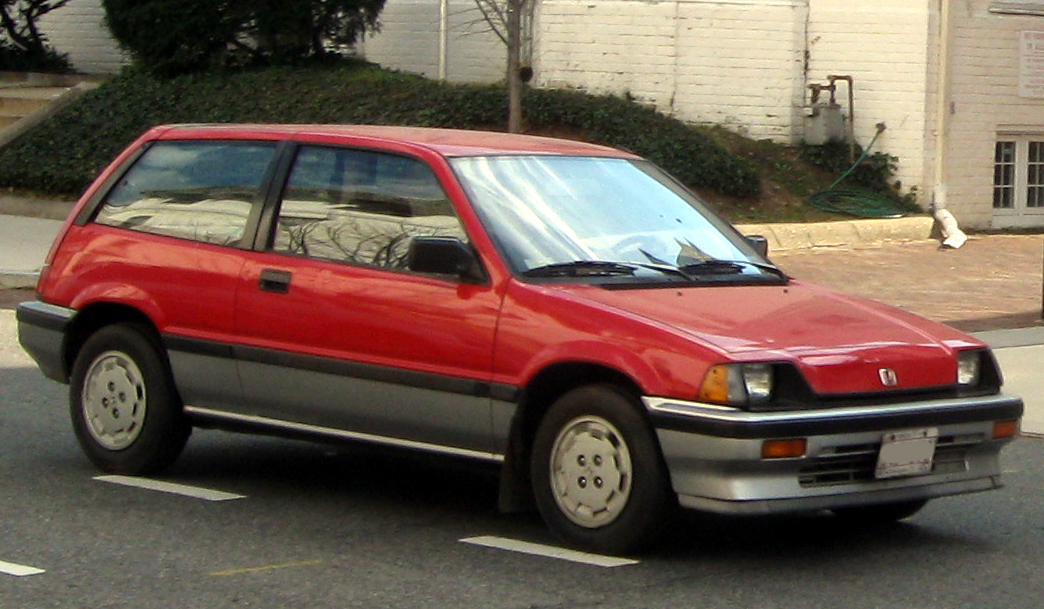
Honda Civic hatchback 1984–1985 (US)

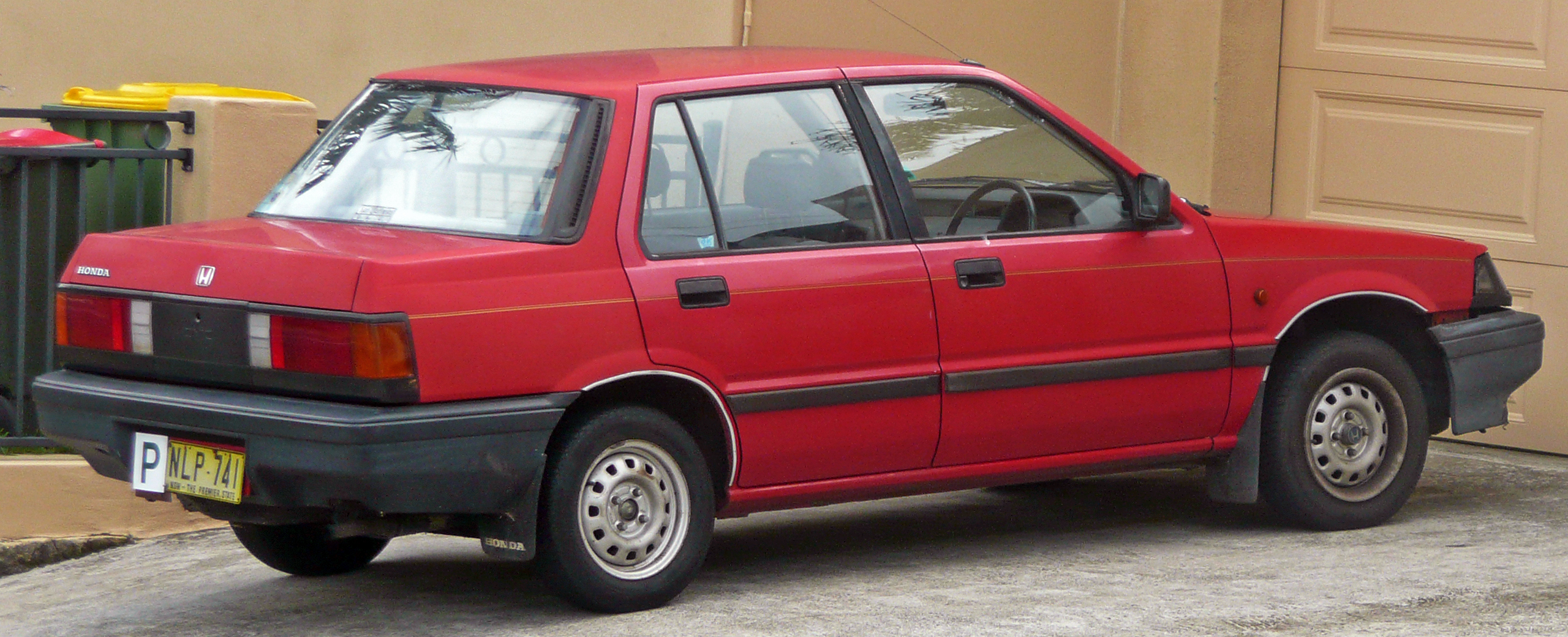
Honda Civic sedan 1984–1987 (Australia)

El sedán y hatchback compartían el mismo panel, pero el CRX y los Wagons tenían su propio y único panel (El CRX con un cubículo cubierto en el centro del tablero de instrumentos, el Wagon tiene un conjunto de rejillas pop-up como posa-vasos que podrían utilizarse u ocultarse). El hatchback adoptó un techo más estrecho sobre los asientos traseros, conocido en Europa como un shooting brake, que parecía enturbiar la definición entre hatchbacks tradicionalmente definidos y el problema de frenos. La apariencia de techo plano y carrocería hatchback tres puertas también fue utilizada en la supermini Honda City y el Honda Today, el coche que hizo regresar a Honda a la producción de kei car. Este aspecto también fue utilizado en la Honda Accord Aerodeck. El Honda CR-X fue el único tres puertas hatchback que se adoptó como fastback, con la luna trasera inclinada, demostrando un aspecto de coche de altas prestaciones identificado con productos de Honda Verno a mediados de la década de 1980. En Europa, el modelo sedán fue comercializado también como el Rover 213/216, mientras que en Japón se comercializó en paralelo (a través de "Verno") como Honda Ballade. Tanto el sedán como el hatchback fueron vendidos también en Indonesia bajo el nombre "Civic Wonder".
Un nuevo motor EW/D15A1 1500 cc 4cil de 12 válvulas (tres válvulas por cilindro) de 76 cv fue introducido en esta generación. Para el CRX se utilizó un motor 1.300 cc 8 válvulas de 60 CV (45 kW). Los modelos DX y 1500S hatchback compartierón el nuevo motor de 1.500 cc con el sedán, wagon, y CRX 1.5. El modelo 1500S logrado un consumo de 4.7L/100 km en carretera.
Los automóviles europeos recibieron un motor de 1.200cc, con 62cv (46kW). Este solo estaba disponible en el hatchback, mientras que la gama sedán montaba un 1300cc con 71cv (52kW). El Shuttle solo estaba disponible con el 1500cc 85cv (63kW), mientras que el CR-X recibió una versión de inyección de este motor, produciendo 100cv (74kW). Todos estos motores son 12 válvulas  El sedán no estaba destinado a la venta en el mercado europeo, en un principio solo estaba disponible en los mercados de la AELC como Suecia y Suiza.
En 1986, el Civic recibió luces empotradas. A pesar de los cambios, la mayoría de las piezas del Honda Civic 1984-1987 son intercambiables entre ellos, incluyendo los motores, transmisiones, asientos interiores, componentes de tablero, frenos, etc

## Versiones Si/ GTi

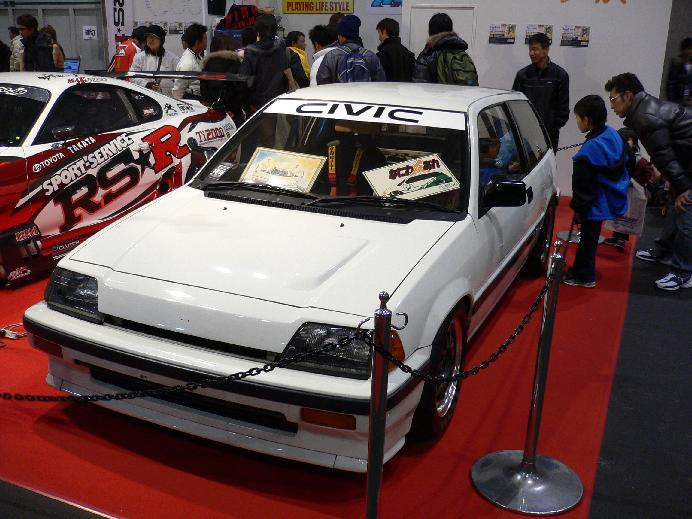
Honda Civic Si '87 en una exposición

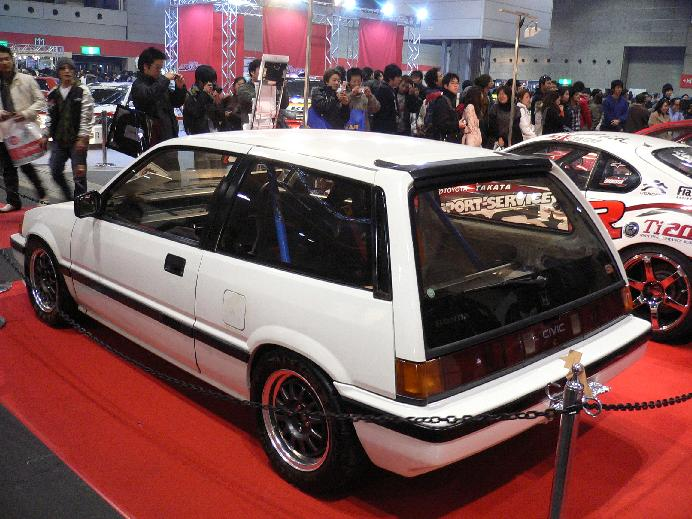
Honda Civic Si '87 en una exposición

Honda adoptó por primera vez la insignia Civic Si para el mercado nacional japonés (JDM) en tercera generación (chasis AT) en noviembre de 1984. Principalmente ofrecido en hatchback como un compacto de alto rendimiento para el mercado japonés, con suspensión mejorada y un 1.6L 16V, la principal diferencia estética para el Si una ligera protuberancia en el capó, que alojaba un motor DOHC más alto. También salió una variante sedán de cuatro puertas en Japón, pero solo se produjo en pequeñas cantidades y hoy en día es un coche raro y cotizado. 
El motor nombrado ZC1 en Japón y D16A1 en Europa, generaba 118cv, lo que permitía ponerse a 100km/h en 8,9 segundos y alcanzar los 196km/h. Generalmente en la época era poco común que un coche compacto rindiese menos de 100cv, lo que al Si le aportó popularidad entre los entusiastas a la competición. Este modelo 1.6 única y exclusivamente se vendería en Japón.
En los Estados Unidos, un Civic "S" se comercializó en 1984, con asientos delanteros deportivos y los asientos traseros reclinables. Aunque el S retuvo la viga trasera semiindependiente con muelles para la suspensión, se añadió una barra estabilizadora trasera para mejorar la estabilidad. A diferencia del JDM Civic Si, el S utiliza el mismo motor 1.5 EW1 carburado base del modelo DX. En 1985 finalmente se comercializó en EE. UU. el Civic Si junto con el CRX Si, que contó con una de inyección de combustible, 1.5 L SOHC EW3 con 91cv.
En Europa el modelo Civic Si se llamó Civic GTi, contenía bajo el capó un motor de aluminio de 4 cilindros en línea, 1.5i 12v SOHC, la misma versión del modelo americano. Este rendía 91cv a 5.500 rpm 5 velocidades( 126Nm a 4.500rpm ) con el corte de combustible a las 6.500rpm. 
En 1986, el Si se extendió al Civic hatchback, ofreciendo el mismo rendimiento del CRX Si, pero con cuatro asientos. Se añadieron mejoras que incluían un techo solar de cristal desmontable, una caja de cambios manual de cinco velocidades, volante deportivo, un panel de la luz trasera en el techo, el paragolpes modificado y un spoiler de techo. Al igual que el CRX Si, el hatchback Si fue alimentado con el mismo motor 12 válvulas SOHC EW4/D15A3 que rendía 91cv (este último código motor se utiliza para el modelo del año 1987, pero con las mismas especificaciones). El Civic Si también se comercializó en Nueva Zelanda y Australia en 1987, y compartiendo especificaciones similares a la Si americano. Además, en 1987 una versión Si del Civic cinco puertas fue presentado, con un techo de cristal pop-up, paragolpes del color de la carrocería y tapacubos tipo disco. Este modelo venia con un 1.5L 12v (91cv)de inyección procedente del CRX Si y transmisión manual de cinco velocidades.

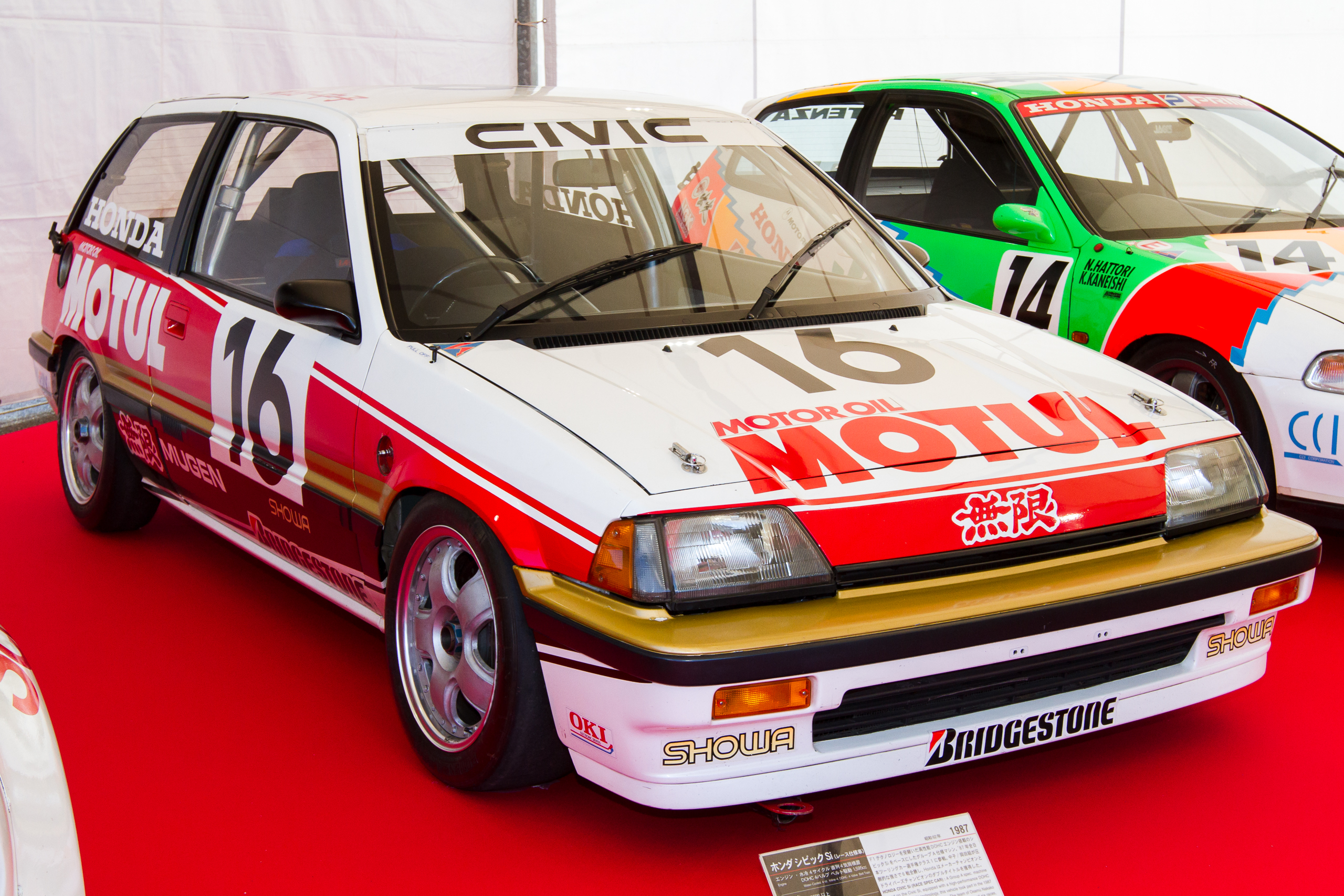
Honda Civic E-AT Mugen Motul

### Competición
En el ámbito de preparaciones, los motores D16A1 y ZC1 poseen una reputación mucho mayor que motores más modernos VTEC en cuanto a carreras de 1/4 milla se refiere. Las preparaciones N/A realizadas son increíbles, en Japón son considerados "objeto de culto" dentro de la serie D. 
El Modelo Si Japonés (modelo E-AT) con motor ZC fue utilizado por el preparador Mugen Motorsports para la preparación de su E-AT MUGEN MOTUL, incrementando su potencia original de 135 HP hasta los 225 HP. No se trata de un vehículo muy conocido en el ámbito de la competición debido a la antigüedad, no obstante si que se trata de un vehículo muy característico y fácil de reconocer por su aparición en el videojuego Gran Turismo 4.

## CRX

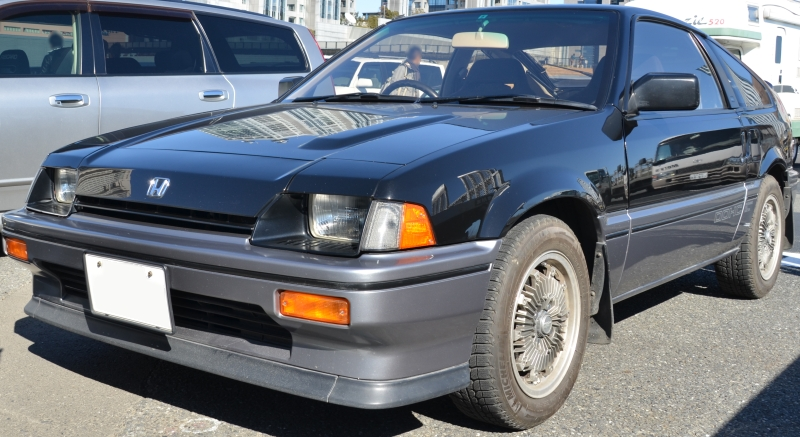
Honda CR-X Si 1988

El CRX era un Civic con un cuerpo ligeramente diferente: era estrictamente un 2 plazas en los EE. UU. con un compartimiento de almacenamiento con cerradura, al tiempo que se ofrecía al resto del mundo con un asiento trasero como un 2+2. La línea del CRX añadió el modelo de Si en 1985, que utiliza inyección de combustible PGM-FI en el cc 1488 4 cilindros. En los Estados Unidos rendía 91 hp (alcanzando los 100km/h en menos de 9 segundos.), mientras que otros mercados se recibió considerablemente más potente con un motor 1.6 DOHC. El modelo CR-X Si agregó un limpiador de diseño trasero, asientos deportivos y un techo corredizo eléctrico. El CR-X Si también integraba los parachoques en color de la carrocería en 1986, cuatro nuevas llantas de aleación y un alerón del color de la carrocería, montado en la parte posterior de la luna en vez de en la parte superior del techo. Se pintaba en dos tonos de forma estándar en el año 1985, en color negro o rojo sobre gris-plata. El trabajo de dos tonos de pintura era estándar en los modelos DX y HF a partir de 1984 hasta que se rediseñó en 1988. Las llantas de aleación de 13 pulgadas se equipaban con neumáticos Michelin 175/70R13 MXL. 
Más tarde, la gama CR-X HF se unió a la línea de modelos. Esta versión utiliza un motor EW1 equipado con tecnología CVCC, que sustituía al original CRX 1.3.

## Shuttle/Wagon: Primer Civic 4WD

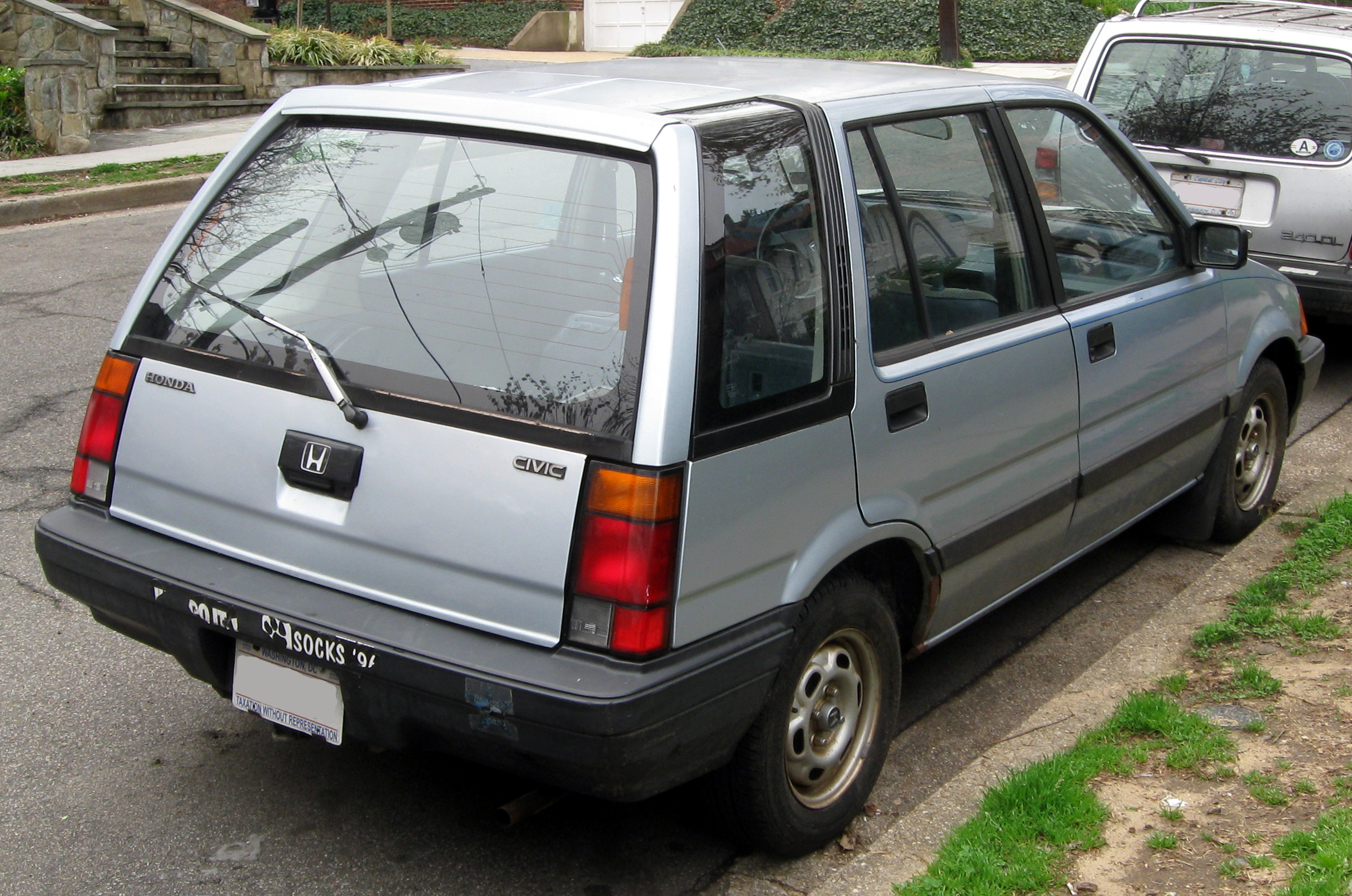
Honda Civic Wagovan (US)

En 1984 se introdujo un modelo 4WD con diferentes soportes de la transmisión y más tarde mejoró en 1987. Entregaba un consumo de combustible acorde con los SUV compactos 4WD/AWD 8 cilindros actuales en carretera. La transmisión manual contó con una 6 ª marcha sincronizada, llamado "SL" o "Super-Low", que fue utilizado para un alto par a baja velocidad. La idea de esa tracción 4WD todavía se utiliza hoy en día en los SUV de Honda modernos, incluyendo mejoras tecnológicas.
Las diferencias del Wagon son principalmente asientos traseros de una pieza de vinilo que se deslizaba hacia adelante para acomodar la carga adicional, así como barras de metal a través de las ventanas laterales traseras. También estaba disponible una versión "Pro", para uso comercial en el mercado japonés. Su aparición como un "vagón alto" fue compartido con el concept car Lancia Megagamma introducido anteriormente. El coche estaba originalmente solo disponible en tracción delantera, más tarde en 1985 se introdujo la versión 4WD. El sistema se accionaba por pulsador, hasta que mejoró en 1987, activando automáticamente las ruedas traseras se cuando las delanteras perdían tracción. Este nuevo sistema fue llamado "tiempo real", que utiliza un "acoplador viscoso" que conecta dos árboles de transmisión entre los ejes delanteros y traseros.